# Tovåstjärnen, Dalarna
Tovåstjärnen är en sjö i Älvdalens kommun i Dalarna och ingår i Dalälvens huvudavrinningsområde. Sjön har en area på 0,0535 kvadratkilometer och ligger 748,2 meter över havet.

## Delavrinningsområde
Tovåstjärnen ingår i det delavrinningsområde (688756-134081) som SMHI kallar för Ovan Harundan. Medelhöjden är 734 meter över havet och ytan är 40,46 kvadratkilometer. Räknas de 11 avrinningsområdena uppströms in blir den ackumulerade arean 84,41 kvadratkilometer. Grundöjan som avvattnar avrinningsområdet har biflödesordning 3, vilket innebär att vattnet flödar genom totalt 3 vattendrag innan det når havet efter 493 kilometer. Avrinningsområdet består mestadels av skog (80 procent) och sankmarker (19 procent). Avrinningsområdet har 0,15 kvadratkilometer vattenytor vilket ger det en sjöprocent på 0,4 procent.